# Егзогамија
Егзогамија је институција склапања брака искључиво са припадником изван своје родбинске групе. То је пракса ограниченог брака на особе изван сопственог локалитета, социјалне класе или етничке групе.